# Liste der Naturdenkmale in Heiligengrabe
Die Liste der Naturdenkmale in Heiligengrabe nennt die Naturdenkmale in Heiligengrabe im Landkreis Ostprignitz-Ruppin in Brandenburg, welche durch Rechtsverordnung geschützt sind. Naturdenkmale sind Einzelschöpfungen der Natur, deren Erhaltung wegen ihrer hervorragenden Schönheit, Seltenheit oder Eigenart oder ihrer ökologischen, wissenschaftlichen, geschichtlichen, volks- oder heimatkundlichen Bedeutung im öffentlichen Interesse liegt. Grundlage ist das Geoportal des Landkreises.
In den Spalten befinden sich folgende Informationen:
- Nr.: Identifizierungsnummer nach veröffentlichter Liste. Sie wird von der unteren Naturschutzbehörde des Landkreises oder der kreisfreien Stadt vergeben. Wenn sie bekannt ist, wird sie angegeben. In dieser Spalte kann sich zusätzlich das Wort Wikidata befinden, der entsprechende Link führt zu Angaben zu diesem Naturdenkmal bei Wikidata.
- Bezeichnung: Benennung des Naturdenkmals, in der Regel wird bei Bäume die Baumart genannt. Bekannte Eigennamen werden mit angegeben.
- Gemarkung: Ort oder Gemarkung, in der sich das Naturdenkmal befindet
- Lage: Nennt die Lage des Naturdenkmals im jeweiligen Ortsteil und die geografischen Koordinaten des Naturdenkmals. Link zu einem Kartenansichtstool, um Koordinaten zu setzen. In der Kartenansicht sind Naturdenkmale ohne Koordinaten mit einem roten beziehungsweise orangen Marker dargestellt und können in der Karte gesetzt werden. Denkmale ohne Bild sind mit einem blauen bzw. roten Marker gekennzeichnet, Denkmale mit Bild mit einem grünen beziehungsweise orangen Marker.
- Beschreibung: die Beschreibung des Naturdenkmales
- Schutzzweck: Erläutert den Grund der Unterschutzstellung
- Bild: Zeigt ein Bild des Naturdenkmales und gegebenenfalls ein Link zu weiteren Fotos im Medienarchiv Wikimedia Commons

## Heiligengrabe
| Bild            | Bezeichnung            | Lage                                                                                                | Beschreibung                                                    | Schutzzweck                           | Nummer |
| --------------- | ---------------------- | --------------------------------------------------------------------------------------------------- | --------------------------------------------------------------- | ------------------------------------- | ------ |
| BW              | Eiche (Quercus)        | Blandikow, Dorfstraße 54 (53° 6′ 57,7″ N, 12° 23′ 16,2″ O)                                          | Unterschutzstellung 2006: ca. 150 Jahre alt, Durchmesser 1,00 m | schöne Wuchsform, ortsbildprägend     | 3      |
| BW              | Eiche (Quercus)        | Blandikow, Dorfeingang links, von Papenbruch (53° 6′ 58″ N, 12° 23′ 37,2″ O)                        | Unterschutzstellung 2006: ca. 170 Jahre alt, Durchmesser 1,20 m | ortsbildprägend, geeigneter Standort  | 16     |
| BW              | Eiche (Quercus)        | Blumenthal, Kreuzung Dahlhausen-Blandikow, Friedenseiche (53° 4′ 37,2″ N, 12° 20′ 19,9″ O)          | Unterschutzstellung 1986                                        |                                       |        |
| BW              | Linde (Tilia)          | Blumenthal, Eingang alte Schule (heutige Sparkasse) (53° 4′ 37,9″ N, 12° 20′ 17,2″ O)               | Unterschutzstellung 1986                                        |                                       |        |
| BW              | Linde (Tilia)          | Blumenthal, Eingang alte Schule (heutige Sparkasse) (53° 4′ 39,1″ N, 12° 20′ 17″ O)                 | Unterschutzstellung 1986                                        |                                       |        |
| BW              | Eiche (Quercus)        | Blumenthal, Kirche (53° 4′ 39,9″ N, 12° 20′ 15,7″ O)                                                | Unterschutzstellung 1986                                        |                                       |        |
| BW              | Eiche (Quercus)        | Blumenthal, Kirche (53° 4′ 40″ N, 12° 20′ 15,4″ O)                                                  | Unterschutzstellung 1986                                        |                                       |        |
| BW              | Eiche (Quercus)        | Blumenthal, gegenüber Schule (53° 4′ 41,2″ N, 12° 20′ 14,7″ O)                                      | Unterschutzstellung 1986                                        |                                       |        |
| BW              | Eiche (Quercus)        | Blumenthal, gegenüber Schule (53° 4′ 41,4″ N, 12° 20′ 14,4″ O)                                      | Unterschutzstellung 1986                                        |                                       |        |
| BW              | Eiche (Quercus)        | Blumenthal, gegenüber Schule (53° 4′ 41,7″ N, 12° 20′ 14″ O)                                        | Unterschutzstellung 1986                                        |                                       |        |
| BW              | Eiche (Quercus)        | Blumenthal, gegenüber Schule (53° 4′ 42″ N, 12° 20′ 13,6″ O)                                        | Unterschutzstellung 1986                                        |                                       |        |
| BW              | Eiche (Quercus)        | Blumenthal, gegenüber Schule (53° 4′ 42,2″ N, 12° 20′ 13,2″ O)                                      | Unterschutzstellung 1986                                        |                                       |        |
| BW              | Eiche (Quercus)        | Blumenthal, gegenüber Schule (53° 4′ 42,5″ N, 12° 20′ 12,7″ O)                                      | Unterschutzstellung 1986                                        |                                       |        |
| BW              | Eiche (Quercus)        | Blumenthal-Dahlhausen, neben der Kirche, nördlich des Pfarrhauses (53° 3′ 49,2″ N, 12° 19′ 51,6″ O) | Unterschutzstellung 1986                                        |                                       |        |
| BW              | Linde (Tilia)          | Blumenthal-Dahlhausen, Pfarrgarten, hinterm Pfarrhaus (53° 3′ 48,6″ N, 12° 19′ 52,5″ O)             | Unterschutzstellung 1986                                        |                                       |        |
| BW              | Eiche (Quercus)        | Blumenthal-Dahlhausen, Dorfplatz (53° 3′ 47,4″ N, 12° 19′ 54,7″ O)                                  | Unterschutzstellung 1986                                        |                                       |        |
| BW              | Eiche (Quercus)        | Blumenthal-Dahlhausen, an der Feuerwehr (53° 3′ 45,9″ N, 12° 19′ 58,8″ O)                           | Unterschutzstellung 1986                                        |                                       |        |
| BW              | Eiche (Quercus)        | Blumenthal-Horst, Gutspark, nördlich des Gutshauses (53° 3′ 32,9″ N, 12° 20′ 38,3″ O)               | Unterschutzstellung 1939, 1986                                  |                                       |        |
| BW              | Linde (Tilia)          | Blumenthal-Horst, Gutspark, nördlich des Gutshauses (53° 3′ 32,3″ N, 12° 20′ 37,6″ O)               | Unterschutzstellung 1939, 1986                                  |                                       |        |
| BW              | Eiche (Quercus)        | Blumenthal-Horst, Gutspark, südlich des Guthauses (53° 3′ 29,9″ N, 12° 20′ 37,2″ O)                 | Unterschutzstellung 1939, 1986                                  |                                       |        |
| BW              | Platane (Platanus sp.) | Blumenthal-Horst, Gutspark, südwestlich des Guthauses (53° 3′ 28,9″ N, 12° 20′ 35,3″ O)             | Unterschutzstellung 1939, 1986                                  |                                       |        |
| BW              | Eiche (Quercus)        | Blumenthal-Horst, gegenüber Dorfstraße 5 (53° 3′ 31,3″ N, 12° 20′ 51,1″ O)                          | Unterschutzstellung 1939, 1986                                  |                                       |        |
| BW              | Eiche (Quercus)        | Blumenthal-Horst, gegenüber Dorfstraße 6 (53° 3′ 32,2″ N, 12° 20′ 52,4″ O)                          | Unterschutzstellung 1939, 1986                                  |                                       |        |
| BW              | Eiche (Quercus)        | Blumenthal-Horst, gegenüber Dorfstraße 7 (53° 3′ 32,7″ N, 12° 20′ 53″ O)                            | Unterschutzstellung 1939, 1986                                  |                                       |        |
| BW              | Eiche (Quercus)        | Blumenthal-Horst, Feldweg östlich von Horst (53° 3′ 20,6″ N, 12° 21′ 4″ O)                          | Unterschutzstellung 1939, 1986                                  |                                       |        |
| BW              | Eiche (Quercus)        | Heiligengrabe, Wittstocker Straße 43 (53° 8′ 38,1″ N, 12° 21′ 28,1″ O)                              | Unterschutzstellung 1973                                        |                                       |        |
| BW              | Eiche (Quercus)        | Heiligengrabe, vor der Schäferei (53° 8′ 38,5″ N, 12° 20′ 42,5″ O)                                  | Unterschutzstellung 1973                                        |                                       |        |
| BW              | Eiche (Quercus)        | Heiligengrabe, Weg von der Schäferei zum Bahnhof (53° 8′ 44,8″ N, 12° 20′ 29,8″ O)                  | Unterschutzstellung 1973                                        |                                       |        |
| Fotos hochladen | Eiche (Quercus)        | Jabel, Dorfanger (53° 10′ 14,7″ N, 12° 26′ 35,1″ O)                                                 | Unterschutzstellung 1938                                        |                                       |        |
| Fotos hochladen | Linde (Tilia)          | Jabel, Ostseite der Kirche (53° 10′ 14,6″ N, 12° 26′ 37,4″ O)                                       | Unterschutzstellung 1938                                        |                                       |        |
| BW              | Linde (Tilia)          | Jabel, Dorfstraße 9 (53° 10′ 14,8″ N, 12° 26′ 38,9″ O)                                              | Unterschutzstellung 1938                                        |                                       |        |
| BW              | Linde (Tilia)          | Liebenthal, Dorfstraße 55 (53° 8′ 31,6″ N, 12° 24′ 11,6″ O)                                         | Unterschutzstellung 1938, 1973                                  |                                       |        |
| BW              | Eiche (Quercus)        | Maulbeerwalde, Kirchhof (alter Friedhof) (53° 10′ 38,2″ N, 12° 20′ 51,9″ O)                         | Unterschutzstellung 1973                                        |                                       |        |
| BW              | Eiche (Quercus)        | Maulbeerwalde, Dorfmitte an der Feuerwehr (53° 10′ 34,5″ N, 12° 21′ 5,6″ O)                         | Unterschutzstellung 1973                                        |                                       |        |
| BW              | Eibe (Taxus)           | Rosenwinkel, Einfahrt Gutshof, östlich Wohnhaus (53° 2′ 32″ N, 12° 22′ 15,9″ O)                     | Unterschutzstellung 1938, 1986                                  |                                       |        |
| BW              | Eiche (Quercus)        | Rosenwinkel, Einfahrt Gutshof (53° 2′ 31,4″ N, 12° 22′ 19,7″ O)                                     | Unterschutzstellung 1938, 1986                                  |                                       |        |
| BW              | Eiche (Quercus)        | Rosenwinkel, Einfahrt Gutshof (53° 2′ 31″ N, 12° 22′ 19,8″ O)                                       | Unterschutzstellung 1938, 1986                                  |                                       |        |
| Fotos hochladen | Linde (Tilia)          | Wernikow, Dorfstraße 49 (53° 12′ 30″ N, 12° 25′ 54,2″ O)                                            | Unterschutzstellung 1938, 1973                                  |                                       |        |
| Fotos hochladen | Eiche (Quercus)        | Zaatzke-Glienicke, Dorfanger (53° 10′ 49,2″ N, 12° 25′ 10,5″ O)                                     | Unterschutzstellung 2006: ca. 200 Jahre alt, Durchmesser 1,40 m | geeigneter Standort, schöne Wuchsform | 13     |